# Straughn (Indiana)
Straughn es un pueblo ubicado en el condado de Henry en el estado estadounidense de Indiana. En el Censo de 2010 tenía una población de 222 habitantes y una densidad poblacional de 607,91 personas por km².

## Geografía
Straughn se encuentra ubicado en las coordenadas 39°48′30″N 85°17′27″O / 39.80833, -85.29083. Según la Oficina del Censo de los Estados Unidos, Straughn tiene una superficie total de 0.37 km², de la cual 0.37 km² corresponden a tierra firme y (0%) 0 km² es agua.

## Demografía
Según el censo de 2010, había 222 personas residiendo en Straughn. La densidad de población era de 607,91 hab./km². De los 222 habitantes, Straughn estaba compuesto por el 99.55% blancos, el 0% eran afroamericanos, el 0% eran amerindios, el 0% eran asiáticos, el 0% eran isleños del Pacífico, el 0.45% eran de otras razas y el 0% pertenecían a dos o más razas. Del total de la población el 0.45% eran hispanos o latinos de cualquier raza.